# 佐兰·扬科维奇 (水球运动员)
佐兰·扬科维奇（羅馬化：Zoran Janković，1940年1月8日—），波斯尼亚和黑塞哥维那男子水球运动员。他曾代表南斯拉夫国家队参加1964年、1968年和1972年夏季奥林匹克运动会水球比赛，获得一枚金牌和一枚银牌。